# Sophia Hapgood
Sophia Hapgood är en rollfigur i serietidningar och datorspel hörande till Indiana Jones-franchisen.
Hapgoods första framträdande sker i spelet Indiana Jones and the Fate of Atlantis från 1992, röstporträtterad av Jane Jacobs, där hon arbetar som spåkvinna och föreläser om den försvunna staden Atlantis. Sophia Hapgood och Indiana Jones lär känna varandra då de arbetar vid en utgrävning på Island.
Sophia medverkade även i datorspelet Indiana Jones and the Infernal Machine från 1999, med röst av Tasia Valenza.